# Джуниата (округ)
Джуниата (англ. Juniata County) — округ в штате Пенсильвания, США. Официально образован 2 марта 1831 года. По состоянию на 2010 год, численность населения составляла 24 636 человек.

## География
По данным Бюро переписи США, общая площадь округа равняется 1 020,461 км2, из которых 1 015,281 км2 суша и 5,180 км2 или 0,500 % это водоёмы.

## Население
По данным переписи населения 2010 года в округе проживает 24 636 жителей в составе 9 476 домашних хозяйств и 6 839 семей. Плотность населения составляет 24,00 человека на км2. На территории округа насчитывается 10 978 жилых строений, при плотности застройки около 10,00-ти строений на км2. Расовый состав населения: белые — 96,80 %, афроамериканцы — 0,60 %, коренные американцы (индейцы) — 0,10 %, азиаты — 0,30 %, гавайцы — 0,00 %, представители других рас — 1,10 %, представители двух или более рас — 1,00 %. Испаноязычные составляли 2,50 % населения независимо от расы.
Средний размер домашнего хозяйства составляет 2,57 человека, и средний размер семьи 3,01 человека.
Возрастной состав округа по данным на 2010 год: 6,30 % моложе 5 лет, 6,80 % от 5 до 9, 6,80 % от 10 до 14, 6,50 % от 15 до 19, 5,40 % от 20 до 24, 5,30 % от 25 до 29, 5,50 % от 30 до 34, 6,10 % от 35 до 39, 6,60 % от 40 до 44, 7,60 % от 50 до 54, 7,60 % от 55 до 59, 6,00 % от 60 до 64, 4,90 % от 65 до 69, 3,90 % от 70 до 74, 3,20 % от 75 до 79, 2,50 % от 80 до 84 и 2,50 % от 85 и старше. На каждые 100 женщин приходится 98,99 мужчин.
Средний доход на домохозяйство в округе составлял 34 698 USD, на семью — 39 757 USD. Доход на душу населения составлял 16 142 USD. Около 9,50 % общего населения находились ниже черты бедности.